# George Swasey
George R. Swasey (fl. XX secolo) è stato un sindacalista statunitense, noto per aver stabilito l'Industrial Workers of the World (IWW) in Gran Bretagna.
Swasey è stato inviato in Gran Bretagna nel 1913 e nella sezione britannica del IWW, fondata il 20 febbraio 1913. Ha partecipato al First International Syndicalist Congress, tenuto a Londra, dal 27 settembre al 2 ottobre 1913, ma non come delegato del IWW.